# Spilosoma lifuensis
Spilosoma lifuensis är en fjärilsart som beskrevs av Rothschild 1910. Spilosoma lifuensis ingår i släktet Spilosoma och familjen björnspinnare. Inga underarter finns listade i Catalogue of Life.